# Daniel Redmond
Daniel Stephen Redmond (Newham, 25 ottobre 1993) è un calciatore inglese, centrocampista del The New Saints.

## Palmarès

### Club

#### Competizioni nazionali
- Coppa d'Inghilterra: 1

Wigan: 2012-2013
- Campionato gallese: 5

The New Saints: 2018-2019, 2021-2022, 2022-2023, 2023-2024, 2024-2025
- Coppa del Galles: 4

The New Saints: 2018-2019, 2021-2022, 2022-2023, 2024-2025
- Coppa di Lega gallese: 2

The New Saints: 2023-2024, 2024-2025